# Melipotes ater
Melipotes ater е вид птица от семейство Meliphagidae.

## Разпространение
Видът е разпространен в Папуа Нова Гвинея.